# Principado de Pólotsk
El Principado de Pólotsk, también conocido como Reinado de Pólotsk o Ducado de Pólotsk (en bielorruso: Полацкае княства; en ruso: Полоцкое княжество) fue un principado medieval de los Antiguos Eslavos orientales, uno de los principados constituyentes de la Rus de Kiev. Fue establecido alrededor del antiguo pueblo de Pólotsk por la unión de las tribus krivichí, y existió entre los siglos IX y XIII. En el momento de su mayor extensión el principado se extendía sobre gran parte del hoy norte y centro de Bielorrusia y una pequeña parte del hoy sureste de Letonia, incluyendo (además del mismo Pólotsk) los pueblos de Vítebsk, Drutsk, Minsk, Izjaslaw (hoy Zaslawyel), Lahojsk, Barysaw, Brachyslaw (hoy Braslaw), Kukeinos (hoy Koknese), entre otros.

## Historia

### Orígenes
No hay una fecha exacta de registro de cuándo se formó el principado, fue probablemente un proceso evolutivo. En 862 Pólotsk fue mencionado por primera vez en la Crónica de Néstor como un pueblo dentro del reinado de Riúrik en el Rus de Nóvgorod, junto a Múrom y Beloziorsk. Inicialmente el Principado de Pólotsk fue gobernado por una dinastía local, y no por un gobernador designado desde Kiev. Esto fue el resultado de la evolución política local en la unión de las tribus de krivichí.

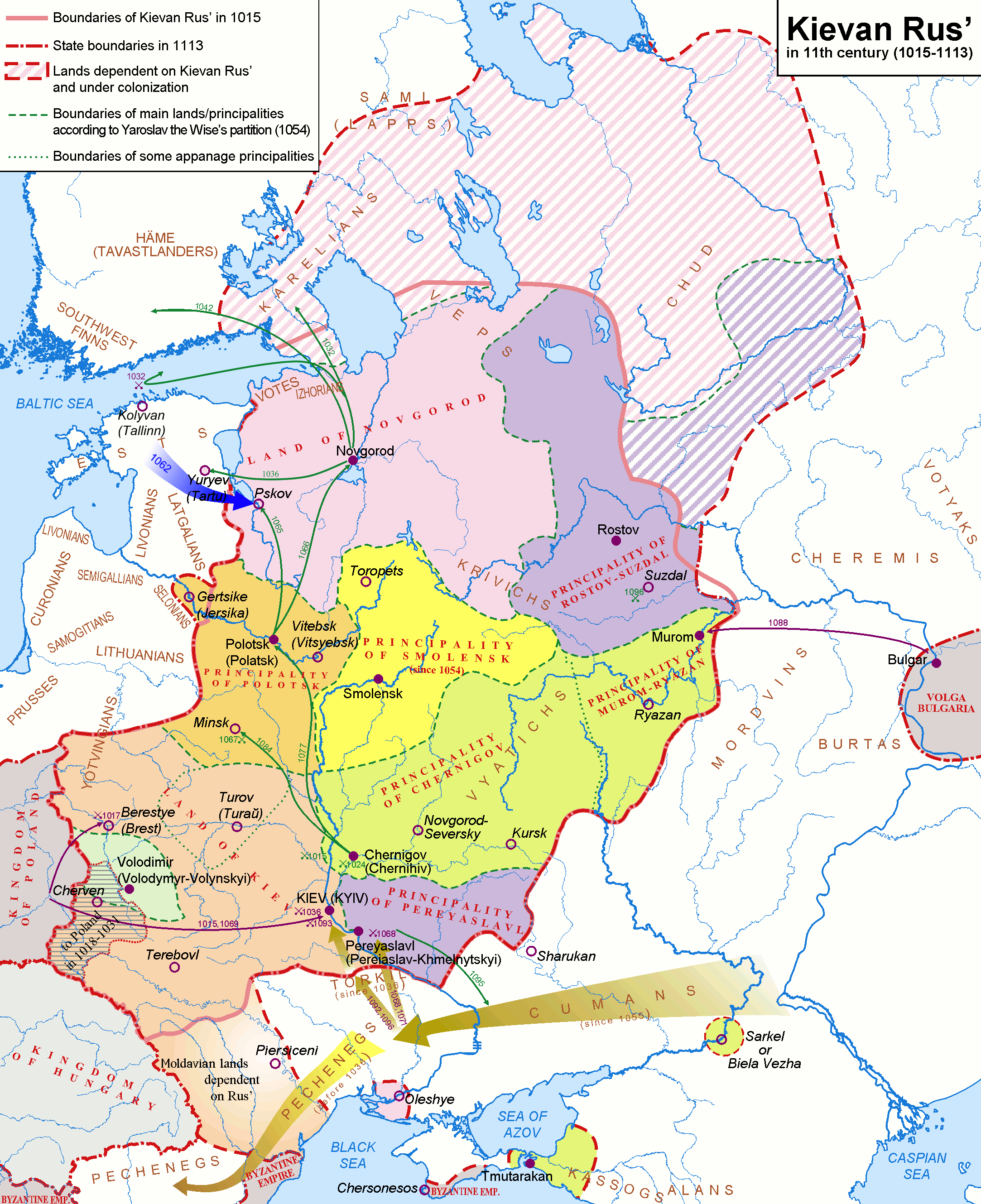
Principado de Pólotsk dentro de la Rus de Kiev en el.

La segunda vez que Pólotsk fue mencionada fue un siglo después, en 980, cuando su gobernante era el jefe militar varego Rógvolod. La crónica informa que él llegó a Pólotsk desde allende de los mares, una frase común para nombrar a los varegos. Rógvolod fue un jugador activo en la lucha por el poder de la Rus: a fines del siglo X, la población estimada de Pólotsk alcanzaba los 6000 habitantes[cita requerida], que permitió una significativa mano de obra para un ejército.
En 972, después que el príncipe de Kiev, Sviatoslav I muriera, hubo una lucha por el poder entre sus dos hijos: Vladimiro I, príncipe de Nóvgorod, y Yaropolk I, príncipe de Kiev. Ambos esperaban el apoyo político y militar de Pólotsk. Con el fin de lograr esto, Vladimiro propone matrimonio a Rogneda, hija de Rógvolod. Ella se negó, y con esto pasó a formar alianza con Yaropolk. Vladimiro declaró la guerra contra Pólotsk. De acuerdo con las coloridas leyendas registradas en la Crónica de Néstor, él tomó la ciudad, violó a Rogneda frente a sus padres, luego mató a toda su familia y quemó la ciudad. Rogneda fue llevada a Kiev para ser la esposa de Vladimiro. Así fue exterminada la dinastía local.
Vladimiro se convirtió al cristianismo en 988 y tomó a Ana Porfirogéneta por esposa, divorciándose de todas su esposas anteriores, incluida Rogneda. Después de eso, ella entró a un convento bajo el nombre de Anastasia. Su hijo Iziaslav y ella misma fueron exiliados de vuelta a las tierras de Pólotsk (primero a Zaslawye, y más tarde a Pólotsk). Así el principado fue restaurado, pero con la rama más antigua de la dinastía Rúrikovich en el trono local. Desde este tiempo, sin embargo, las tierras del principado se convierten al Cristianismo Ortodoxo.

### Independencia
En 1001 Iziaslav fue sucedido por su hijo, Briachislav. Bajo su mando, Pólotsk intentó distanciarse de Kiev. Las tensiones aumentaron por el hecho de que, bajo la ley eslava oriental, como Iziaslav murió antes que su padre y nunca reinó en Kiev, sus descendientes de la Casa de Pólotsk perdieron sus derechos de dinastía en el trono de Kiev. En 1020, Bryachislav saqueó y tomó Nóvgorod, pero luego lo perdió a manos de su tío, Yaroslav I el Sabio, y tuvo que entregarle algunas de sus otras posesiones. 
El principado se independizó en 1054 y quedó regido por los rúrikovich. Por los dos siglos siguientes, el Principado de Pólotsk fue controlado por los descendientes de Iziaslav. Todas las otras tierras de la Rus de Kiev estuvieron bajo el control de príncipes descendientes de Yaroslav. Pólotsk abarcaba las tierras de la tribu eslava de los Krivichi y de algunas tribus finesas y bálticas de lo que son el sur de moderna Letonia y el este de Lituania.
La edad de oro del Pólotsk en la Edad Media está asociada al gobierno del hijo de Briachislav, Vseslav (1044-1101). Aprovechó las guerras civiles en Kiev para afirmar su propia independencia y dirigir sus asuntos por separado. Durante este periodo el Principado se convirtió en un centro de comercio que servía de lugar de tránsito entre otras tierras de la Rus de Kiev y Escandinavia. Fundamentalmente, dominaba la ruta mercantil que seguía el curso del Duna. Pólotsk dominaba dos plazas señaladas en Livonia: Gersika y Kockenhusen y parte de la desembocadura del Duna. Estas pasaron a posesión de la Orden Livonia en la década de 1230.
También afirmó su independencia el equilibrar las relaciones entre Kiev, Nóvgorod y los varegos. Sagas Nórdicas contemporáneas describen la ciudad como la más fuertemente fortificada de la Rus de Kiev. Los descendientes de Iziaslav gobernaron el Principado de Pólotsk la mayor parte del tiempo con independencia del Gran Príncipe de la Rus, sólo reconociendo el poder de los rúrikovich. Desde finales del siglo X, el Principado también logró colonizar las tierras de sus vecinos occidentales, ancestros de los modernos letones y lituanos.
Una de sus princesas, Sofía, desposó al rey Valdemar I de Dinamarca. El principado perdió la independencia y se integró en el Gran Ducado de Lituania en la década de 1240. Su capital siguió siendo la mayor ciudad del Gran Ducado hasta el siglo XVI.

## Listado de príncipes
- Ragnvald Olafsson, fl. 977

### Ruríkidas/Iziaslávichi de Pólotsk
- 987–1001 Iziaslav de Pólotsk
- 1001–1003 Vseslav I Iziaslávich
- 1003–1044 Briachislav de Pólotsk
- 1044–1069 Vseslav de Pólotsk
- 1069 Vseslav de Pólotsk, Sviatopolk II y Mstislav I Iziaslávich
- 1069–1071 Vseslav de Pólotsk y Sviatopolk II
- 1071–1101 Vseslav de Pólotsk (solo)
- 1101–1129 Davyd Vseslávich
- 1127–1128 Borís I Vseslávich
- 1129–1132 Iziaslav II Mstislávich
- 1132–1132 Sviatopolk II Mstislávich

### Vseslávichi de Pólotsk
- 1132-1144 Vasilko Sviatoslávich (príncipe de Vítebsk)
- 1144-1151 Rogvolod Borísovich (príncipe de Drutsk)
- 1151-1159 Rostislav Glébovich (príncipe de Minsk)
- 1159-1162 Rogvolod Borísovich (again)
- 1162-1167 Vseslav III Vasílkovich (príncipe de Vítebsk)
- 1167-1167 Volodar Glébovich (príncipe de Minsk)
- 1167-1180 Vseslav III Vasílkovich (príncipe de Vitebsk)
- 1186-1215 Vladímir Vseslávich (príncipe de Vitebsk)
- 1215-1222 Borís II Vseslávich (príncipe de Drutsk)
- 1222-1232 Sviatoslav Mstislávich
- 1232-1242 Bryachislav II Vasílkovich (príncipe de Vitebsk)

### Asimilación por Lituania
- 1252-1263 Tautvilas
- 1264-1267 Gerdine
- (1267-1270) Iziaslav III de Vitebsk (?)
- 1270-1290 Konstantin el Manco
- 1290-1307 ocupación por la Orden Livonia (Arzobispado de Riga)

### Gedimínidas
- 1307–1336 Vainius (Voin)
- 1336–1345 Narimantas
- 1345–1399 Andrés de Pólotsk
- 1377–1397 Skirgaila